# Henryk Stępiński
Henryk Ryszard Stępiński (ur. 11 listopada 1908 w Parznie koło Piotrkowa Trybunalskiego, zm. 27 maja 1979 w Łebie), polski działacz turystyczny.
Ukończył średnią szkołę handlową w Piotrkowie Trybunalskim oraz kurs rybaka-ichtiologa. W tym zawodzie pracował do wybuchu II wojny światowej w Parznie. W 1941 został wywieziony na roboty przymusowe w okolice Płotów (późniejsze województwo szczecińskie). Po wojnie pracował w gospodarstwie rybackim w Łodzi, w latach 1948–1951 w gospodarstwie rybackim w Bobrowie koło Złocieńca. W 1951 został dyrektorem Państwowego Gospodarstwa Rybackiego w Czaplinku, w 1969 przeszedł na analogiczne stanowisko w Łebie.
Był aktywnym działaczem turystycznym. W połowie lat 50. zainicjował działalność koła Polskiego Towarzystwa Turystyczno-Krajoznawczego w Czaplinku, przy którym zorganizował aktywną działalność turystyki kajakowej, liczne spływy, wczasy. Po nadaniu kołu statusu oddziału PTTK Stępiński był jego prezesem w latach 1960–1969, a w 1969 otrzymał tytuł prezesa honorowego. Należał do Zjednoczonego Stronnictwa Ludowego, był prezesem Koła Miejskiego w Czaplinku, następnie prezesem Miejskiego Komitetu w Czaplinku. Pełnił mandat radnego Miejskiej Rady Narodowej w Czaplinku i Powiatowej Rady Narodowej w Szczecinku.
Zmarł w Łebie i tam został pochowany. Był odznaczony m.in. Złotym Krzyżem Zasługi oraz Złotą Odznaką PTTK. Żonaty (żona Janina), miał syna Bogdana (ur. 1937).
Według wspomnień w publikacji Bernarda Konarskiego Ich pasją była turystyka (1983) Henryk Stępiński "należał do ludzi mówiących otwarcie i w oczy. Pracę zawodową i społeczną wykonywał nadzwyczaj sumiennie, stanowił przykład i wzór. Był uzdolnionym organizatorem. Z konsekwencją, przemyśleniem i uporem realizował zamierzenia. Potrafił zjednywać ludzi do współpracy".